# محمد علي النخجواني
محمد علي بن خُودا داد النخجواني (1851 - 21 فبراير 1916) فقيه أذربيجاني - عراقي. ولد في نخجوان ونشأ بها وقرأ المقدّمات فيها ثم في تبريز. هاجر إلى النجف 1868 أكمل دروسه وحضر الفاضل الشرابياني والفاضل الإيرواني ومحمد حسين الكاظمي وحبيب الله الرشتي وعلي النهاوندي. كان بارعاً في الفقه الجعفري وأُصوله والحديث والرجال، وأصبح مرجعاً لأهالي القفقاز وأذربيجان وغيرهما في الأحكام الشرعية. توفي في كربلاء ودفن في النجف في العتبة العلوية. له حواش على الرسائل والمكاسب للأنصاري و الدعاة الحسينية في أحكام بعض أنواع التعزية عند شيعة اثنا عشرية ورسالات في اجتماع الأمر والنهي وفي الإجماع وفي مقدّمة الواجب.  

## سيرته
ولد محمّد عليّ بن خُداداد النخجواني ولد في نخجوان ـ آذربيجان ـ سنة 1268 هـ/ 1851 م ونشأ بها. قرأ المقدّمات الأدبية والشرعية، ثمّ انتقل إلى تبريز وقرأ على بعض علمائها. هاجر إلى النجف سنة 1285 هـ / 1868 م وأكمل دروسه، وحضر الأبحاث العالية على الفاضل الشرابياني والفاضل الإيرواني والشيخ محمّد حسين الكاظمي والشيخ حبيب الله الرشتي والشيخ عليّ النهاوندي. استقل بالبحث والتدريس وكان بارعاً في الفقه وأُصوله والحديث والرجال، وصار مرجعاً لأهالي القفقاز وآذربيجان وغيرهما في الأحكام الشرعية. وكان يقيم الصلاة جماعة في الصحن العلوي الشريف في النجف.
توفي في كربلاء 17 ربيع الآخر سنة 1334 هـ/ 21 فبراير 1916 ونقل إلى النجف ودفن بالصحن الشريف بحجرة ملاصقة لمسجد عمران.

## مؤلفاته
- حاشية الرسائل للأنصاري
- حاشية المكاسب للأنصاري
- الدعاة الحسينية في أحكام بعض أنواع التعزية
- رسالة في اجتماع الأمر والنهي
- رسالة في الإجماع
- رسالة في مقدّمة الواجب